# ドレスデン市電NGT 8 DD形電車
NGT 8 DDは、ドイツの都市・ドレスデンの路面電車であるドレスデン市電で使用されている電車。バリアフリーに適した超低床電車（部分超低床電車）で、大量輸送を念頭に置いた設計となっている。

## 概要・運行
ドレスデン市電の利用客増加に対応するため、1996年から営業運転を開始したNGT 6 DDを基に設計が行われた、車内の大部分（80 %）が低床構造となっている片運転台の超低床電車（部分超低床電車）。5車体連接車であるNGT 6 DDに中間車体を追加した7車体連接車で、そのうち車体が短い中間車体には主電動機が搭載された動力台車が設置されている。全長は41 m以上で、定員数はNGT6DDの184人から約1.28倍増加した236人となっている。
2001年から2002年まで製造が行われ、2020年現在全23両（2701 - 2723）が使用されている。2020年代以降は16年間の延命も兼ね、各種安全対策の向上や車体修繕などの近代化工事が行われる予定である。

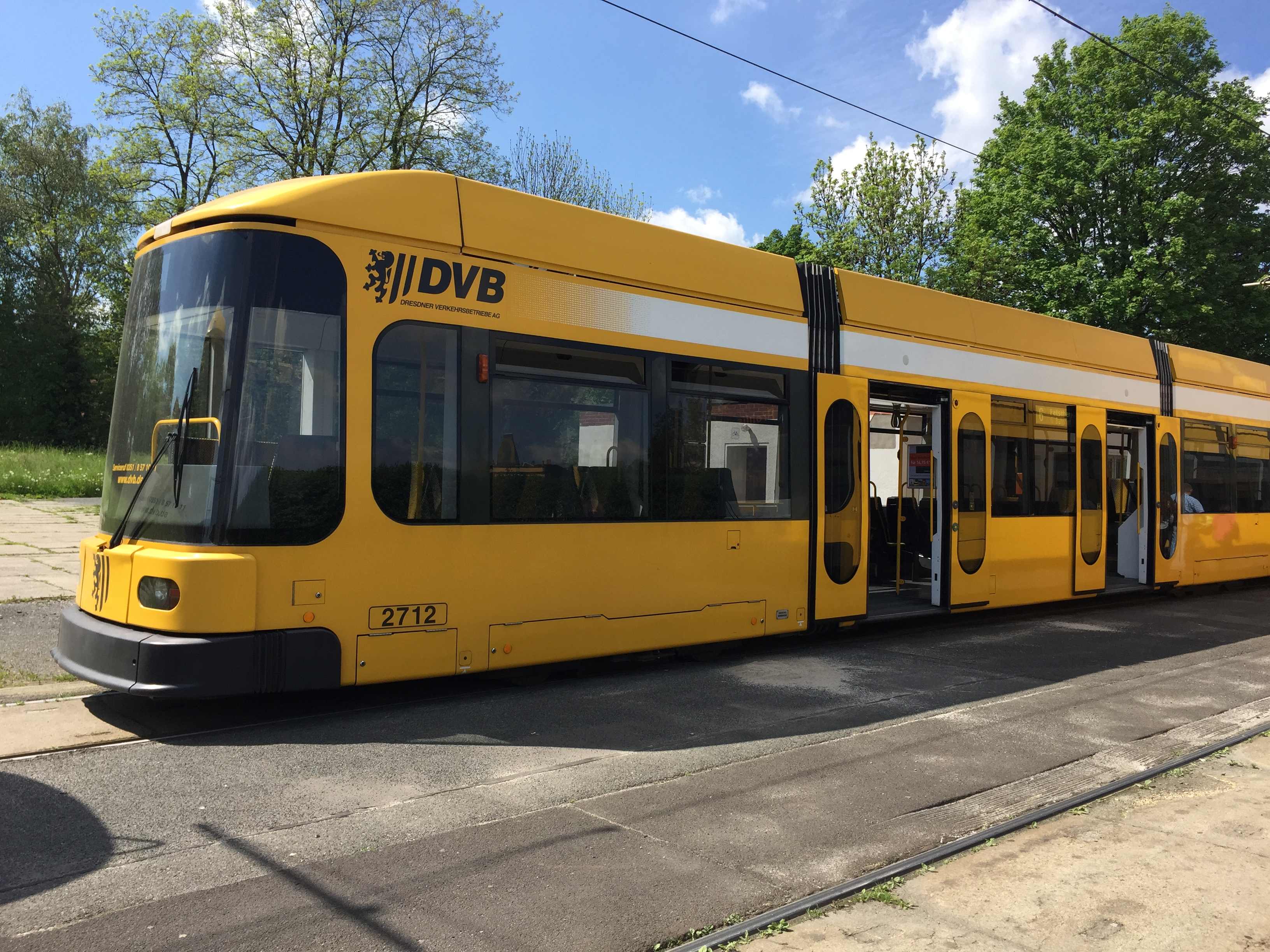
乗降扉は右側面にのみ設置されている（2015年撮影）
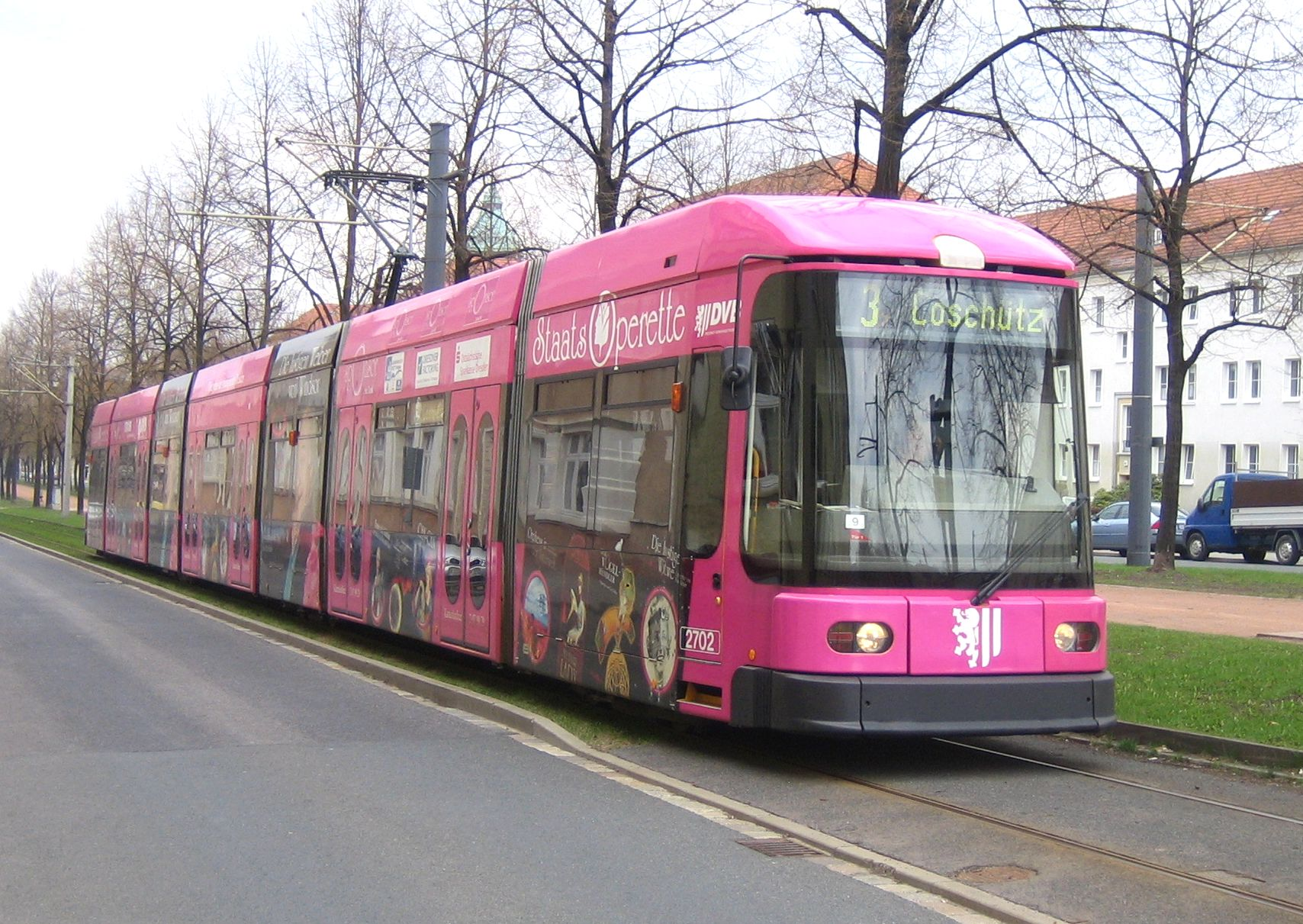
広告塗装（2006年撮影）
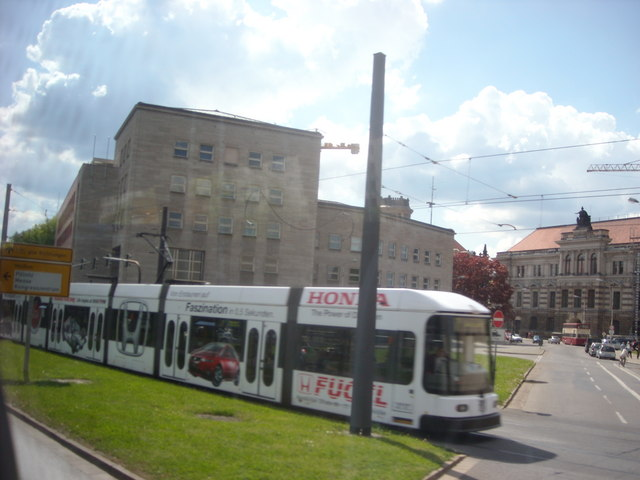
広告塗装（2008年撮影）